# فيلي روزاريو
فيلي روزاريو (بالإنجليزية: Willie Rosario)‏ هو موسيقي وملحن أمريكي، ولد في 6 مايو 1930 في Coamo, Puerto Rico ‏ في الولايات المتحدة.

## وصلات خارجية
- فيلي روزاريو على موقع ميوزك برينز (الإنجليزية)
- فيلي روزاريو على موقع أول ميوزيك (الإنجليزية)
- فيلي روزاريو على موقع ديسكوغز (الإنجليزية)